# Урсицин (генерал)
Вижте пояснителната страница за други личности с името Урсицин.
Урсицин (на латински: Ursicinus) е римски военачалник на Източната Римска империя през 349 – 359 г. по времето на император Констанций II. Известен е най-вече от историкa Амиан Марцелин, който служи в неговия щаб и много го уважава.
Служи при Константин Велики. През 350 г. става magister equitum per Orientem при Констанций II и пази границата от персийските сасаниди. През 352 г. потушава по нареждане на Констанций Гал юдейското въстание (бунт срещу Гал) на узурпатора Патриций. През 354 г. е обвинен в държавно предатество и освободен, когато на 11 август 355 г. генерал Клавдий Силван узурпира трона и се провъзгласява в Colonia Agrippina (Кьолн) за император. Констанций II назначава опитния генерал Урсицин на неговото място като magister militum и го изпраща в Кьолн. Там той урежда заедно с Амиан Марцелин убийството на узурпатора след 28 дена чрез подкупени войници. Урсицин остава в Галия и през 356 г. помага на новия magister equitum per Gallias Марцел и на подимператора Юлиан Апостат.
През 357 г. Урсицин е изпратен отново на Изток, първо в императорския двор в Сирмиум, където се състои обсъждане на положението и след това отива на източната граница. През 358/359 г. става magister peditum praesentalis, командир на императорската войска, наследник на Барбацион. Извикан е обратно в двора в Сирмиум и негов наследник като генерал на Изтока става Сабиниан. Не пристига обаче там, понеже става ясно, че ще се стигне вероятно до нова персийска война (между Констанций II и Шапур II) и той трябва да се върне обратно и служи като съветник.
През 359 г. след загубата на Амида (днес Диарбекир, Турция) той се връща обратно в двора, за да поеме новата си служба. Обаче става жертва на интриги, най-вече на Евсебий, и императорът го уволнява от войската.